# Santos Urdinarán
Santos Urdinarán (Montevideo, 30 de març de 1900 - ibídem, 14 de juliol de 1979), més conegut com a "El Vasquito" Urdinarán, fou un futbolista uruguaià, medallista olímpic dues vegades i campió del món amb la selecció de futbol del seu país el 1930.

## Biografia
Nascut a Montevideo, Santos Urdinarán va jugar amb el Club Nacional de Football des de 1919 fins a l'any 1933, participant en un total de 318 partits i marcant 124 gols, essent una de les figures més destacades d'aquest club esportiu.
Amb la selecció de futbol de l'Uruguai va jugar un total de 22 partits, marcant 2 gols, en tres campionats sud-americans (1923, 1924 i 1926), una Copa del Món (1930) i dues finals olímpiques (1924 i 1928).
El seu germà Antonio Urdinarán també va ser un destacat futbolista.